# فرج المطيري
فرج المطيري لاعب كرة يد كويتي. شارك في دورة الألعاب الأولمبية الصيفية عام ١٩٨٠.